# Doug Bruce
Pas d'image ? Cliquez ici

a Compétitions nationales et continentales officielles uniquement.

b Matchs officiels uniquement.
Dernière mise à jour le 19 février 2024.
Doug Bruce, né le 23 mai 1947 à Dunedin (Nouvelle-Zélande), est un ancien joueur de rugby à XV  qui a joué avec l'équipe de Nouvelle-Zélande. Il évoluait comme demi d'ouverture (1,78 m pour 74 kg). 

## Carrière
Doug Bruce joue avec la province de Canterbury de 1970 à 1978.
Il a dispute son premier test match avec l'équipe de Nouvelle-Zélande le 24 juillet 1976, à l’occasion d’un match contre l'équipe d'Afrique du Sud. Il dispute son dernier test match contre l'équipe d'Écosse le 9 décembre 1978.

## Palmarès
- Nombre de test matchs avec les Blacks :  14
- Nombre total de matchs avec les Blacks : 41
- Test matchs par année : 3 en 1976, 5 en 1977, 6 en 1978